# Tuchola

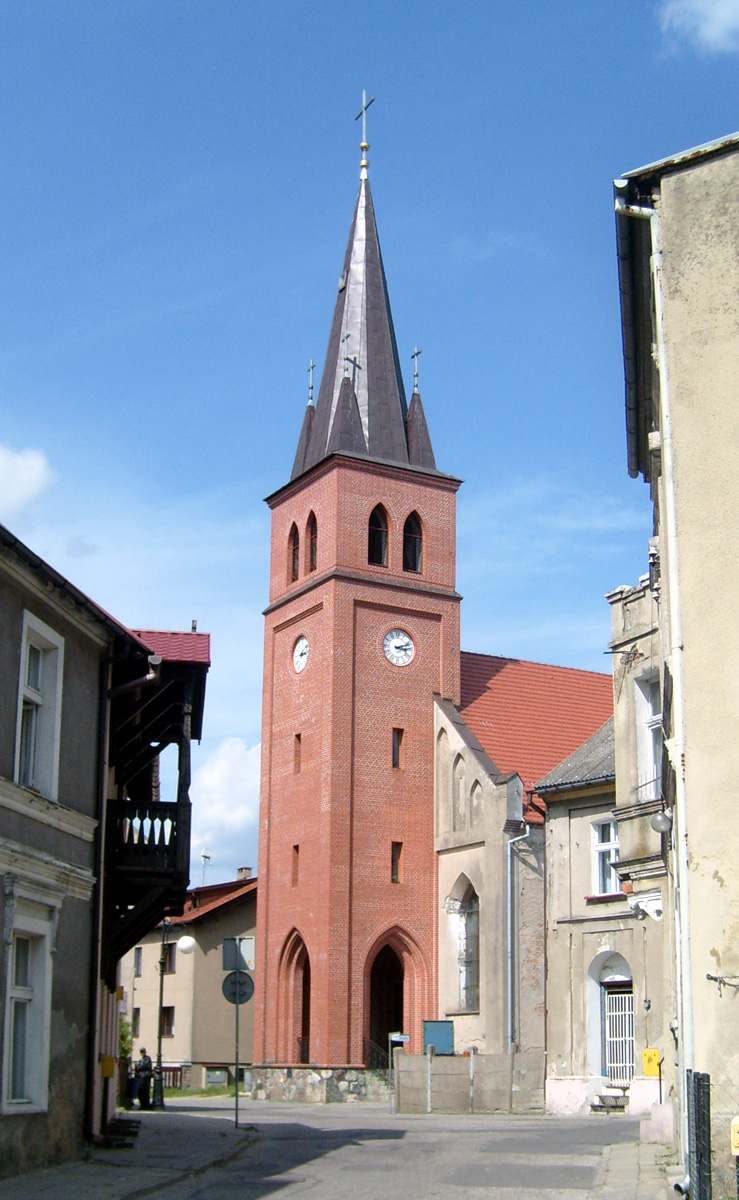
Kyrka i Tuchola.

Tuchola ([tuˈxɔla]; tyska: Tuchel; kasjubiska: Tëchòlô) är en stad i norra Polen som ligger i Kujavien-Pommerns vojvodskap. Staden hade 13 814 invånare (2016).
I närheten av staden låg åren 1919–1923 krigsfångelägret i Tuchola som var avsett för sovjetiska krigsfångar. Över 4 000 av dem dog.